# Grębków (plaats)
Grębków is een dorp in het Poolse woiwodschap Mazovië, in het district Węgrowski. De plaats maakt deel uit van de gemeente Grębków.